# Stimulus
Een stimulus of een prikkel is een verandering in de uitwendige of inwendige omgeving waarop een organisme reageert via een respons.
Organismen bezitten speciale organen die gevoelig zijn voor prikkels: de zintuigen. Deze zintuigen reageren op een prikkel met elektrische impulsen die via zenuwbanen naar een regelend orgaan (hersenen) geleid worden. Indien een prikkel te zwak is wordt er door het zintuig niet op gereageerd; de prikkel moet een bepaalde drempelwaarde overschrijden voor het zintuig reageert.
Specifiek worden daarnaast in het behaviorisme verschillende soorten stimuli of prikkels onderscheiden:
- onvoorwaardelijke en voorwaardelijke prikkels uit de klassieke conditionering
- discriminatieve stimuli uit de operante conditionering
- 'establishing operations' eveneens uit de operante conditionering.

## Voorbeelden
- Kruidje-roer-mij-niet die op een aanraking reageert door de bladen samen te vouwen.
- Een pijnprikkel waarbij het dier zich angstig of agressief gaat gedragen. Hierin is de pijnprikkel de stimulus en de angstige of agressieve gedraging de respons.
- Een film die als emotioneel wordt ervaren, waarbij de persoon zich geëmotioneerd gaat voelen. Hierin is de film de stimulus en het zich geëmotioneerd voelen de respons.
- Een drankje met alcohol, waarbij de persoon zich ongeremd gaat voelen. De alcohol verlaagt de drempelwaarde en de omgevingsfactoren zijn hierbij de stimulus en het ongeremd gaan voelen de respons.
- Lachen als er iets grappigs gebeurt. Hierin is het grappige de stimulus en het lachen de respons.